# Wielogłowy (województwo małopolskie)

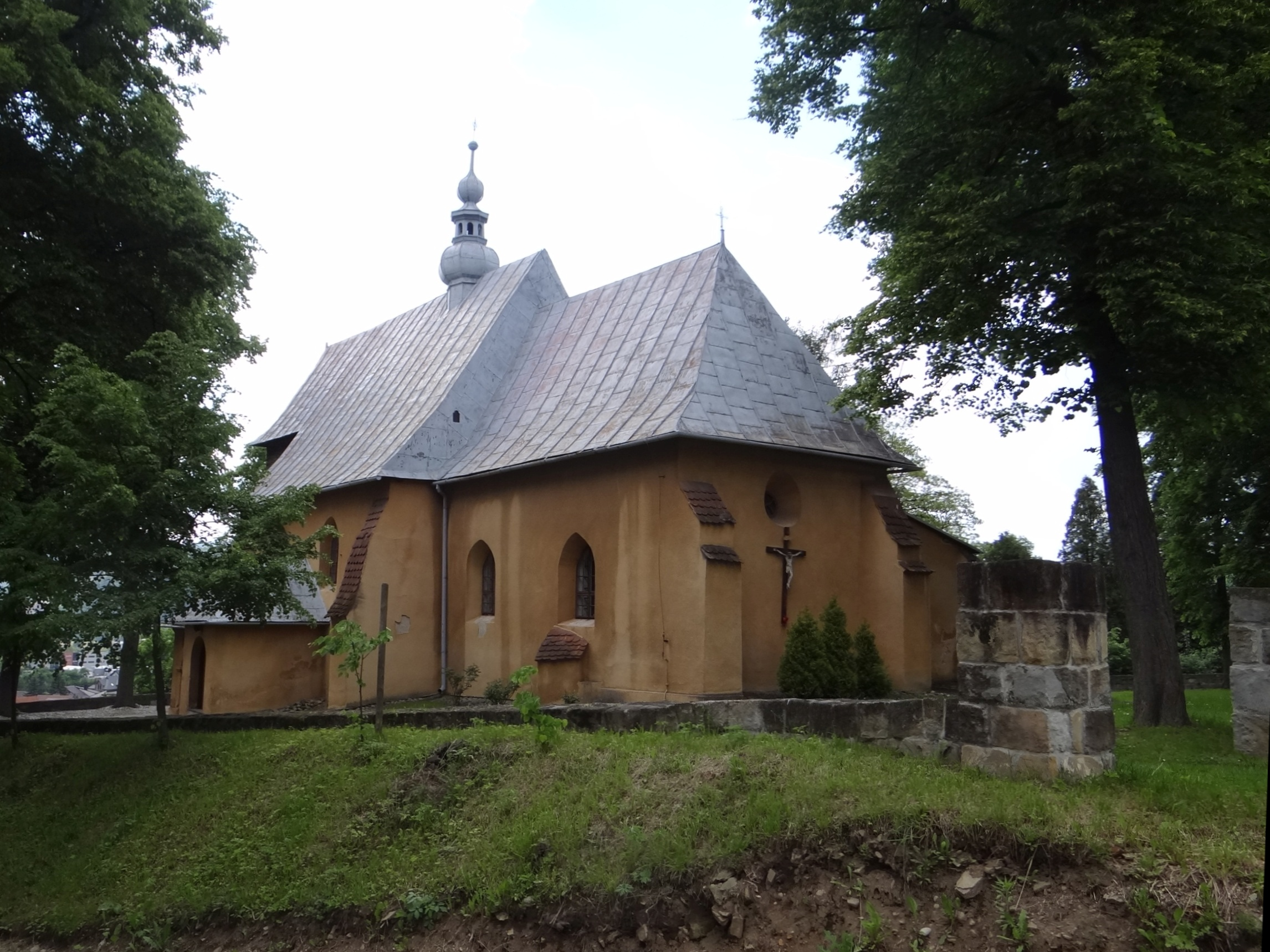
Kościół pw. Wniebowzięcia NMP

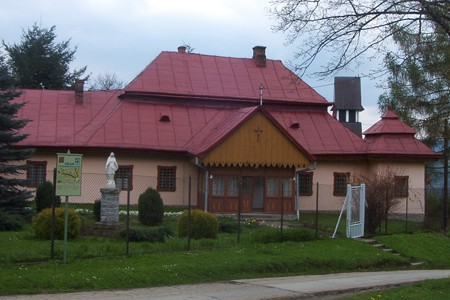
Dwór w Wielogłowach

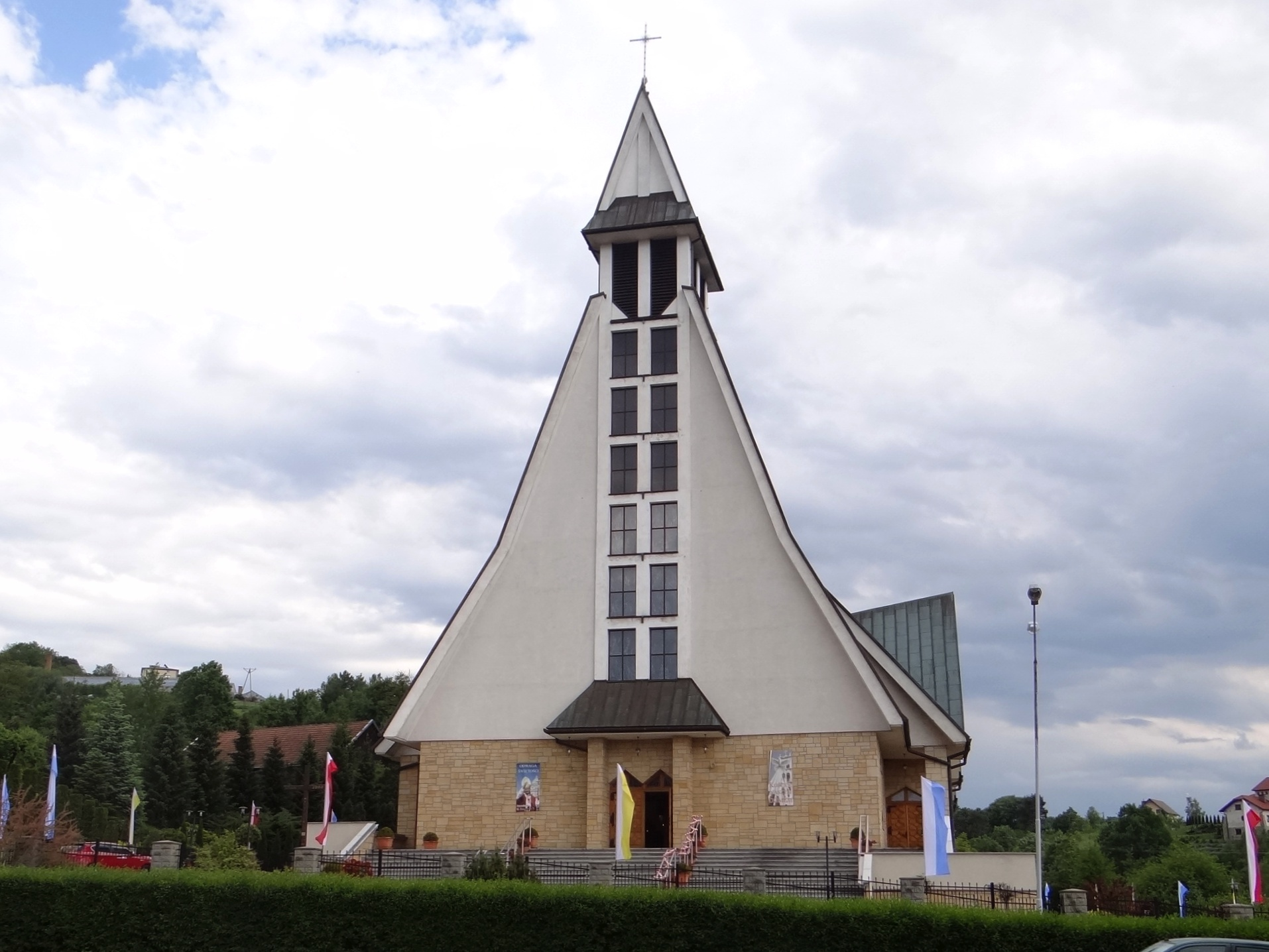
Kościół parafialny pw. Miłosierdzia Bożego

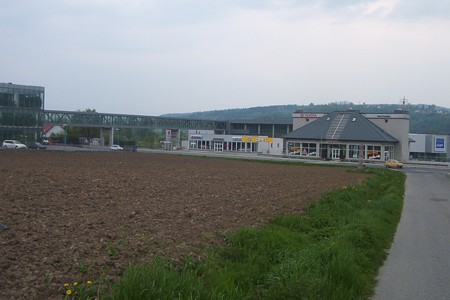
„Przemysłowa” część Wielogłów

Wielogłowy – wieś w Polsce położona w województwie małopolskim, w powiecie nowosądeckim, w gminie Chełmiec.
W latach 1975–1998 miejscowość należała administracyjnie do województwa nowosądeckiego. 30 czerwca 2004 r. wieś liczyła 1102 mieszkańców.

## Położenie
Wieś leży w południowo-zachodniej części Pogórza Rożnowskiego, na północ od Nowego Sącza, przy drodze krajowej nr 75. Zabudowania i pola uprawne znajdują się na prawym brzegi doliny Dunajca, oraz okolicznych wzgórzach Pogórza Rożnowskiego. Miejscowość w dużej części znajduje się w dolinie, a przez bliski kontakt z Nowym Sączem oraz zabudowę terenu stanowi jego przedmieścia.

## Części wsi
| SIMC    | Nazwa         | Rodzaj    |
| ------- | ------------- | --------- |
| 1050595 | Babi Brzuch   | część wsi |
| 0421351 | Skiełki       | część wsi |
| 0421368 | Szklana       | część wsi |
| 0421374 | Śmierciakówka | część wsi |
| 0421380 | Zalesie       | część wsi |
| 0421397 | Zazdrość      | część wsi |

## Infrastruktura
Miejscowa parafia należy do dekanatu Nowy Sącz Centrum. We wsi znajdują się dwa kościoły: stary parafialny, zabytkowy z XIV w. – pw. Wniebowzięcia NMP oraz nowy – pw. Miłosierdzia Bożego.
We wsi mieszczą się zespół szkół, urząd pocztowy, ośrodek zdrowia, a także klub piłkarski „Dąbrovia Wielogłowy”, występujący w nowosądeckiej klasie A.

## Historia
Nazwa wsi Wielogłowy występuje już w 1273, kiedy Otto Toporczyk otrzymał od Bolesława Wstydliwego prawo do wsi. W przywileju podano, że jest to wieś w kasztelanii sądeckiej. W 1287 Leszek Czarny oddał wieś na własność Węgrowi Jerzemu Szonat. W wiekach późniejszych wieś należała do rodu Wielogłowskich herbu Gryf i Starykoń, najstarszej szlachty tego terenu. Pierwsza wzmianka źródłowa o parafii rzymskokatolickiej w Wielogłowach pochodzi z 1326, jest ona jednak starsza, bo powstała prawdopodobnie około połowy XIII w. 

## Zabytki
Obiekty wpisane do rejestru zabytków nieruchomych województwa małopolskiego.
- Dawny kościół parafialny pw. Wniebowzięcia Najświętszej Maryi Panny.
Kościół pochodzi z 1318, jest jednym z najstarszych na ziemi sądeckiej. Gotycki z barokowymi przekształceniami. Murowany z kamienia, otynkowany. Najstarszą część stanowi jednonawowa budowla z wydłużonym prezbiterium z XIII w. W latach 1557–1575 kościół za sprawą właściciela wsi Sebastiana Wielogłowskiego pełnił funkcję zboru braci polskich. Obecny wygląd uzyskał po rozbudowie w roku 1627, kiedy została dobudowana zakrystia, kaplica zwana „Kurowską” i prawdopodobnie wieża świątyni. Zachował się szereg elementów gotyckiej kamieniarki oraz fragmenty renesansowych malowideł z inskrypcjami i kartuszami herbowymi. Wyposażenie w większości z XVII i XIX w. W kaplicy „Kurowskiej” płyty nagrobne z XV oraz XVII–XVIII w. Świątynia pełniła funkcję kościoła parafialnego do 1995 roku[9].
- Dwór.
Drewniany dwór zbudowany został w stylu polskim w XVII w. z drewna modrzewiowego. Znajdują się tu też częściowo przebudowane murowane czworaki. Przed dworkiem stoi kamienna figura Matki Bożej Niepokalanej. W zachodniej części dworku znajdowała się mała kaplica klasztorna z obrazem Matki Bożej Częstochowskiej w ołtarzu głównym i figurą Dzieciątka Jezus. Właścicielka dworku, Maria Stuber (Klimek), w 1958 r. ofiarowała dworek i okoliczne posiadłości Siostrom Karmelitankom Dzieciątka Jezus[10]. Do roku 2005 dwór pełnił funkcję klasztoru. Ostatnią przełożoną sióstr w dworku była s. Donancja Mlicka, która rozpoczęła budowę nowego klasztoru Sióstr Karmelitanek Dzieciątka Jezus w Wielogłowach. Karmelitanki przeniosły się do nowego klasztoru w 2005 r. Niedługo później dwór ponownie przeszedł w prywatne ręce. Obecnie, ze względu na brak zgody konserwatora zabytków na przystosowanie dworu do celów mieszkalnych, dwór jest nieużywany.

## Inne zabytki
- Liczne figury i kapliczki przydrożne.

## Gospodarka
W ostatnich latach Wielogłowy przeobraziły się z miejscowości o charakterze rolniczym, nastawionej w latach 80 XX w. na ogrodnictwo szklarniowe, w wieś o charakterze usługowo-przemysłowym. Swoją siedzibę mają tu m.in. duże zakłady zajmujące się produkcją bram i ogrodzeń (Wiśniowski) oraz mebli.